# Небесная команда
«Небесная команда» — российская спортивная драма режиссёра Владимира Аленикова, рассказывающая о хоккейной команде «Локомотив Ярославль» и её преданных болельщиках, которые становятся свидетелями важных и трагических страниц в жизни команды.
Фильм вышел на экраны 9 сентября 2021 года — к десятой годовщине авиакатастрофы, в которой погибли почти все игроки команды (кроме Максима Зюзякина, не поднявшегося на борт самолёта). Телевизионная премьера фильма состоялась 10 сентября 2023 года на Первом канале.

## Сюжет
Правдивая и пронзительная история трагедии хоккейного клуба «Локомотив Ярославль», потрясшая спортивный мир. 
Герои фильма — люди разного возраста и социального статуса, которых объединяет любовь к хоккею и талантливой команде из Ярославля «Локомотив». В преддверии нового сезона КХЛ-2011 они отправляются на стартовый матч в Минск. В числе самых преданных болельщиков — 16-летний бунтарь Артём. Он и сам ходит в спортивную школу, но оказывается под угрозой отчисления из-за проблем с дисциплиной. Впрочем, Артёма гораздо больше волнует открытие КХЛ, куда он сбегает со «счастливым» баннером. Но вместо зрелищного ледового поединка Артёма, других болельщиков и близких хоккеистов ждёт новость об оглушительной трагедии…

## В ролях
- Антон Рогачёв — Артём
- Кристина Корбут — Вика
- Никита Волков — Володя
- Алексей Гуськов — директор спортивной школы
- Ирина Розанова — Маня
- Сергей Баталов — Георгиныч
- Андрей Мерзликин — Женя «Странник»
- Анна Уколова — Наташа «Барселона»
- Янина Третьякова — Юля
- Марианна Васильева — Эля
- Ксения Утехина — Марина
- Дарья Таран — Ира
- Мирослава Михайлова — Аня
- Вячеслав Фетисов — камео
- Игорь Коровин — Хоттабыч
- Егор Найдович — локоголик
- Петр Тихонов — трубач
- Илья Коврижных — Джамбари
- Екатерина Грачева — Юлия
- Александр Рапопорт — Руслан Григорьевич